# S-Bahn de Dresde
La S-Bahn de Dresde, est un réseau de S-Bahn de la région métropolitaine de Dresde.

## Les services
| Ligne | Parcours | Tracé |
| ----- | --- | ----- |
| S1    | Meißen-Triebischtal - Meißen - Dresden-Neustadt - Dresde-Central - Pirna - Schöna |       |
| S2    | Aéroport de Dresde - Dresden-Neustadt - Dresde-Central - Pirna |       |
| S3    | Dresde Hbf - Dresden-Plauen - Freital-Potschappel - Freital-Deuben - Freital-Hainsberg - Freital-Hainsberg West - Tharandt - Edle Krone - Klingenberg-Colmnitz - Niederbobritzsch - Muldenhütten - Freiberg (Saxe) |       |
| S8    | Dresde Hbf - Kamenz |       |

## Correspondances
- S1/S2 : Lignes 3, 6 et 11 du Tramway de Dresde à la gare de Neustadt.
- S1/S2 : Lignes 1, 2, 6 et 10 du Tramway de Dresde à la gare de Mitte.
- S1/S2/S3 : Lignes 3, 7, 8, 9, 10 et 11 du tramway à la gare centrale.
- S1 : Ligne 1 du Tramway de Dresde à la gare de Dobritz.
- S1 : Ligne 6 du Tramway de Dresde à la gare de Niedersedlitz.
- S2 : Lignes 7 et 8 du Tramway de Dresde à la gare d'Industriegelände.